# Rhynchostegium styriacum
Rhynchostegium styriacum là một loài rêu trong họ Brachytheciaceae. Loài này được Limpr. Kindb. mô tả khoa học đầu tiên năm 1897.